# Clarity (canción de John Mayer)
«Clarity» es una canción del cantautor estadounidense John Mayer que cuenta con arreglos de piano y batería provistos por el baterista de The Roots. Fue el segundo sencillo del álbum de 2003 de Mayer, Heavier Things. El significado de la canción no se hace evidente desde un comienzo. Algunas interpretaciones la han definido como una canción que trata sobre el estar en paz con una relación, mientras que otras dicen que se trata de la autopercepción de las personas. En un concierto en Madison Square Garden, Mayer presentó "Clarity" como una canción sobre los primeros minutos de la mañana, cuando uno se despierta y no se acuerda de todos los problemas y preocupaciones de la vida. Esto fue corroborado en una entrevista en 2011.
En el concierto Soundstage with Buddy Guy, Mayer explicó que la canción es una de las mejores que ha hecho, en el sentido que es la que mejor expone sus pensamientos y sentimientos.
Clarity llegó a su puesto máximo en el Billboard Adult Top 40 cuando alcanzó la 13.ª posición, y llegó al puesto nº25 en la lista Billboard Bubbling Under Hot 100 Singles.
El saxofonista Najee hizo una versión de la canción en su álbum Rising Sun, en 2007.

## Créditos
- John Mayer - voces, guitarra
- David LaBruyere - bajo
- Jamie Muhoberac - teclado
- Lenny Castro - percusión
- Matt Chamberlain - batería
- Questlove - batería
- Roy Hargrove - trompeta